# Zawidów
Zawidów (deutsch Seidenberg, obersorbisch Zawidow) ist eine Stadt im Powiat Zgorzelecki („Kreis Zgorzelec“) in der polnischen Woiwodschaft Niederschlesien. Sie ist Mitglied der Euroregion Neiße.

## Geographische Lage

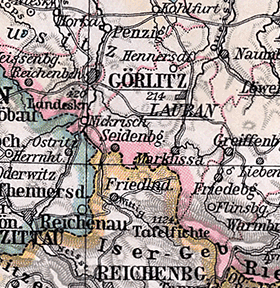
Seidenberg (Seidenbg.) südlich von Görlitz auf einer Landkarte von 1905

Die Stadt liegt in Niederschlesien rechtsseitig des Grenzbaches Katzbach (Koci Potok) im Isergebirgsvorland, 16 Kilometer südlich von Görlitz/Zgorzelec unmittelbar an der Grenze zu Tschechien im polnischen Teil der Oberlausitz.
Nachbarorte sind Wrociszów Górny (Ober Rudelsdorf) und Skrzydlice (Kundorf) im Norden, Wielichów (Königsfeld) und Kamieniec (Steinvorwerk) im Nordosten, Stary Zawidów (Alt Seidenberg) im Osten, Háj (Göhe) im Südosten, Habartice (Ebersdorf) im Süden, Černousy (Tschernhausen) und Boleslav (Bunzendorf) im Südwesten, Ostróżno (Ostrichen) und Zawidów-Osiedle (Scheiba) im Westen sowie Ksawerów (Zwecka) und Wrociszów Dolny (Nieder Rudelsdorf) im Nordwesten.

## Geschichte

### Herrschaft Seidenberg

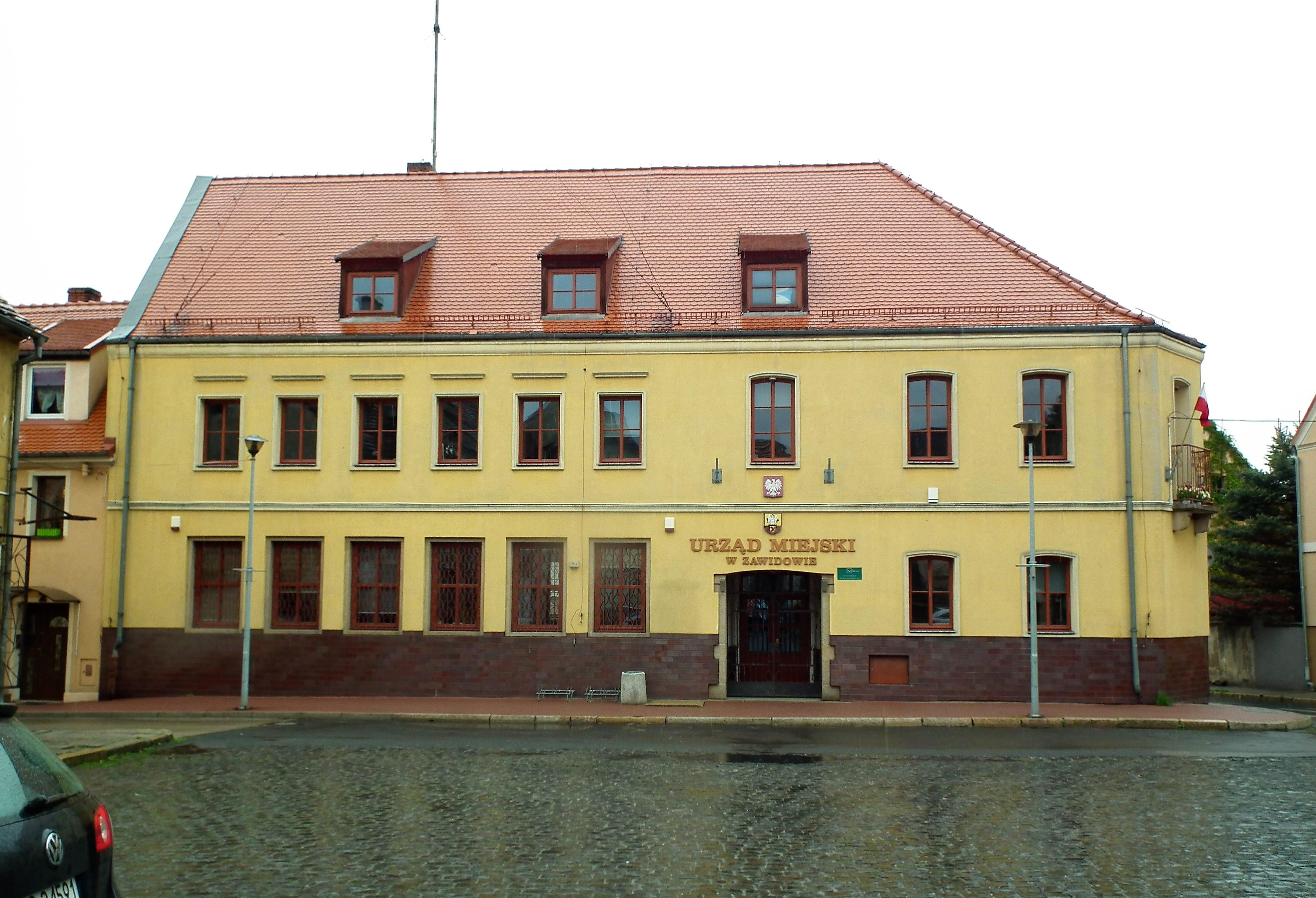
Rathaus von Zawidów

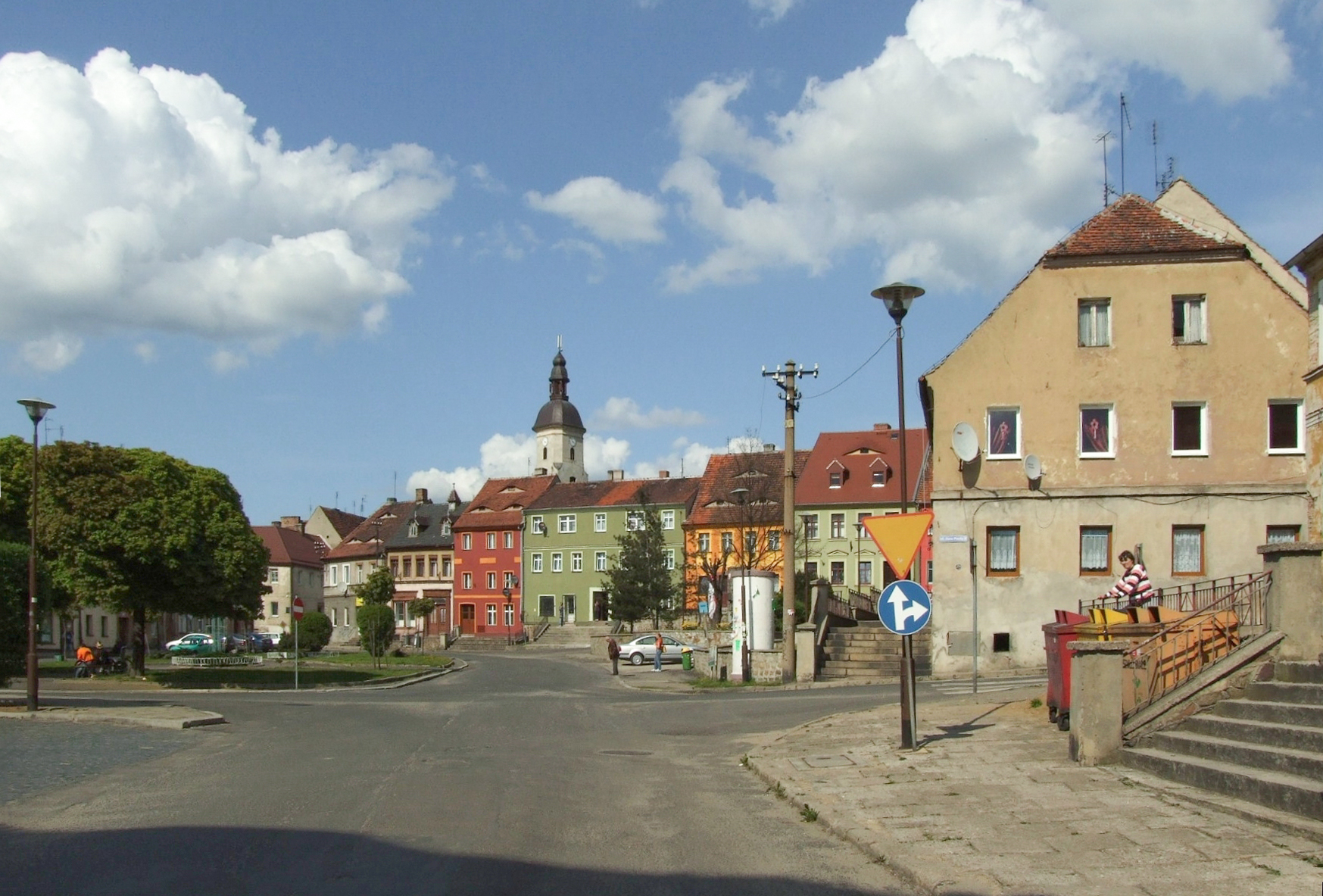
Stadtbild am Ring

Der Name der Herrschaft und der Stadt leitet sich von dem im Südosten der Stadt befindlichen Burgberg ab, der im 12. Jahrhundert die Bezeichnung Mons Syden trug. Die Ländereien um den Syden gehörten zum Gau Zagost, einem meißnischen Besitz östlich der Lausitzer Neiße und auf dem Berg lag vermutlich auch der alte Hauptsitz des Zagost. Sie wurden 1144 Teil des Landes Budissin, der späteren Oberlausitz, und kamen mit diesem 1158 zu Böhmen. 1188 erlangten die Bischöfe von Meißen den weltlichen Besitz. Sie errichteten auf den Syden die Michaeliskirche als eine der ältesten Missionskirchen in der Oberlausitz. Die Kirche auf dem Michelsberg, wie der Berg fortan genannt wurde, war der Sitz eines Erzpriesters, der zunächst dem Bischof direkt und seit 1307 dem Archidiakon in Budissin unterstand. Zu dieser Zeit umfasste der Gau Zagost die im Südosten der Oberlausitz befindlichen Besitztümer des Bistums Meißen, einschließlich deren böhmischer Besitzungen um Friedland.
Um 1241 erlangte die Böhmische Krone die weltliche Herrschaft zurück, und die Herren von Michelsberg wurden mit der Herrschaft Seidenberg belehnt. Das Zentrum der Herrschaft bildete der Michelsberg und das östlich gelegene Dorf Alt Seidenberg, erst später entstand westlich des Berges die Stadt Seidenberg. 1415 erwarb die Familie von Tschirnhaus für einige Jahrzehnte Alt Seidenberg. 1278 erwarben die Herren von Bieberstein den Besitz und verlegten den Herrschaftssitz auf die Burg Friedland. Nachfolgend wurde die Herrschaft als Herrschaft Friedland bezeichnet. Nachdem deren Linie 1551 ausgestorben war, erwarb Friedrich von Redern die Standesherrschaft Friedland-Seidenberg. Nach der Niederlage in der Schlacht am Weißen Berg wurde im Jahr 1620 der Besitz seines Enkels Christoph von Redern konfisziert.
1620 erfolgte die erste Teilung der Standesherrschaft. Albrecht von Waldstein erwarb von Kaiser Ferdinand II. die auf böhmischem Territorium befindlichen Besitztümer um Friedland und Reichenberg und errichtete daraus das Herzogtum Friedland. Die Gebiete in der Oberlausitz wurden nach deren Verpfändung an Sachsen durch Johann Georg I. im Jahr 1626 an das Adelsgeschlecht von Nostitz verkauft. Als Inhaber der Standesherrschaft Seidenberg folgten ihnen ab 1694 die Grafen von Einsiedel, die den Besitz bis 1945 innehatten.
Infolge dieser Teilung wurde Seidenberg als Sitz der zersplitterten Standesherrschaft territorial von den übrigen Besitztümern, die um Reibersdorf (Rybarzowice) und in der Umgebung von Reichenau (Bogatynia) befanden, abgeschnitten, so dass sich Reibersdorf immer mehr zum Zentrum der Herrschaft entwickelte und diese auch später als Standesherrschaft Reibersdorf-Seidenberg bezeichnet wurde.
Die zweite Teilung der Standesherrschaft war eine Folge der Niederlage Sachsens als Verbündeter der Franzosen in den Napoleonischen Kriegen. 1815 zog sich die neue Landesgrenze zwischen Sachsen und Preußen quer durch die Oberlausitz. Seidenberg war an Preußen gefallen, Reibersdorf bei Zittau war sächsisch geblieben. Dieser Teil wurde seit 1817 als Standesherrschaft Reibersdorf bezeichnet.
Nach dem Ende des Zweiten Weltkrieges wurden beide Standesherrschaften in Seidenberg und Reibersdorf von der sowjetischen Besatzungsmacht unter polnische Verwaltung gestellt und anschließend enteignet und aufgelöst. Der Marktflecken Reibersdorf mit seinen beiden Schlössern ist seit dem Ende des 20. Jahrhunderts von der Landkarte verschwunden, er fiel dem Tagebau Turów bei Bogatynia (Reichenau) zum Opfer.

### Stadt

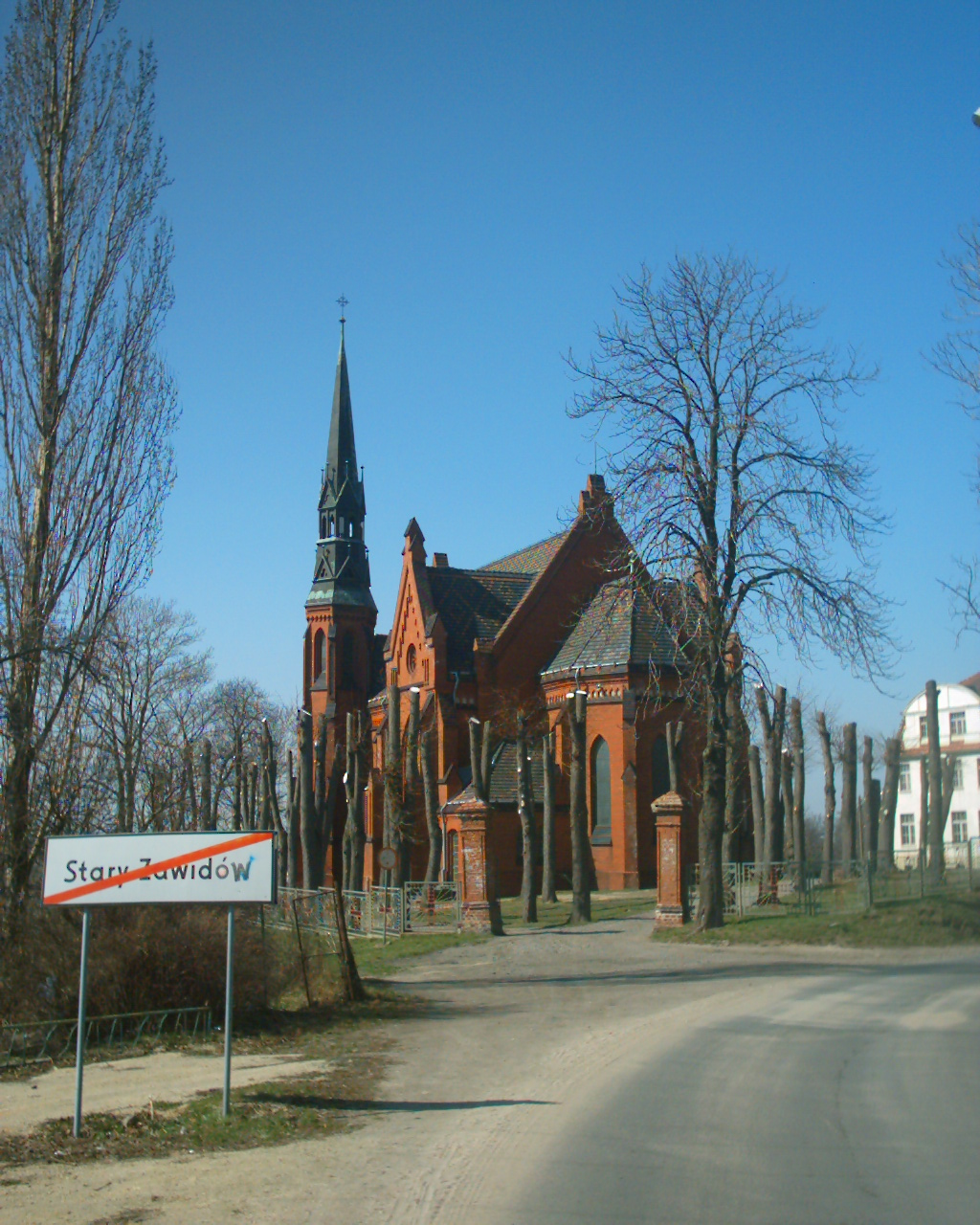
Katholische Kirche von Zawidów/Seidenberg

Vermutlich war die Stadt Seidenberg eine Gründung des böhmischen Königs Ottokar II. Als Zeitpunkt werden die Jahre zwischen 1253 und 1278 angenommen, der ursprüngliche Grundriss der Stadt wies starke Ähnlichkeit mit dem von Zittau auf. Der erste urkundliche Nachweis der Stadt Seidenberg ist für das Jahr 1341 belegt. 1396 wurden die Stadtrechte nach Magdeburger und Görlitzer Recht erneuert. Etwa 1380 wurde die Frauenkirche errichtet, die anstelle der Michaeliskirche zur Pfarrkirche erhoben wurde.
1427 und 1433 wurden die Stadt und sämtliche Anlagen auf dem Michelsberg, darunter auch die Michaeliskirche, von den Hussiten niedergebrannt, der Michelsberg verblieb wüst. 1469 fielen die Truppen des Königs Georg von Podiebrad nach Seidenberg ein und brannten die Stadt erneut nieder.
Die Reformation hielt im Jahr 1525 Einzug, als die Erzpriester von Görlitz, Reichenbach und Seidenberg mit ihrem Görlitzer Konvent die katholische Kirche verließen. Während des Dreißigjährigen Krieges erfolgte eine starke Zuwanderung böhmischer Glaubensflüchtlinge nach Seidenberg, wodurch sich die Stadt vergrößerte. In dieser Zeit wurde Seidenberg mehrfach von durchziehenden Heeren geplündert und als Truppenquartier benutzt.
Seit der Verpfändung der Lausitzen an Sachsen im Jahre 1623 und deren förmlicher Übergabe durch den Görlitzer Rezess von 1635 ging auch Seidenberg vom böhmischen in das kursächsische Staatsgebiet über. Neben Görlitz besaß Seidenberg die zweitbedeutendste Tuchmacherzunft der Oberlausitz, die Innung der Tuchmacher bestand seit 1463. Nach dem Stadtbrand von 1769 erfolgte in den Jahren 1776 bis 1778 der Neubau der Frauenkirche.
1815 ging die Stadt an Preußen über. Sie gehörte von 1816 bis 1820 zum schlesischen Landkreis Görlitz und von 1820 bis 1945 zum Landkreis Lauban. 1834 brach erneut ein Großfeuer in Seidenberg aus. Am 14. Juni 1880 überflutete ein schweres Hochwasser der Katzbach (Koci Potok) sämtliche niederen Teile der Stadt.
Um 1850 hielt die Industrialisierung Einzug. 1849 wurde die Wollgarnspinnerei Maue gegründet, 1862 folgte eine mechanische Weberei und im Jahre 1865 die Gloria-Weberei. 1927 liefen in der Stadt etwa 1500 Webstühle. Die katholische Kirchgemeinde errichtete 1895 ihre Kirche auf dem Michelsberg.
Mit der Inbetriebnahme der Eisenbahnstrecke von Görlitz nach Reichenberg als Teil einer Fernverbindung von Berlin nach Wien  im Jahr 1875 siedelte sich auch andere Industrie in der Stadt an. Bedeutendere Betriebe waren eine Tonfabrik, die 1919 gegründete Drahtwarenfabrik und die 1936 errichtete Maschinenfabrik. Diese Entwicklung führte aber nicht zu einem größeren Bevölkerungsanstieg in dem Städtchen, viele der Arbeiter wohnten als Pendler in den umliegenden Dörfern.
Während des Nationalsozialismus geschah in Seidenberg wenige Tage vor der Unterzeichnung des Münchner Abkommens am 20. September 1938 eine Grenzprovokation mit der Tschechoslowakei. Dem von deutscher Seite durch Angehörige des Sudetendeutschen Freikorps begonnenen Schusswechsel mit dem tschechoslowakischen Grenzzollamt in Ebersdorf, der keine Personen- oder nennenswerte Sachschäden verursachte, wurde ein erfundener Angriff aus dem Nachbarland vorgeschoben.
Bis 1945 gehörte Seidenberg zum Landkreis Lauban im Regierungsbezirk Liegnitz der preußischen Provinz Niederschlesien des Deutschen Reichs.
Nach Ende des Zweiten Weltkrieges wurde die Stadt im Mai 1945 von der sowjetischen Besatzungsmacht unter polnische Verwaltung gestellt. Die deutsche Bevölkerung wurde in der Folgezeit von der örtlichen polnischen Verwaltungsbehörde vertrieben. Für Seidenberg wurde der polnische Ortsname Zawidów eingeführt. Das Stadtrecht wurde nicht erneuert.

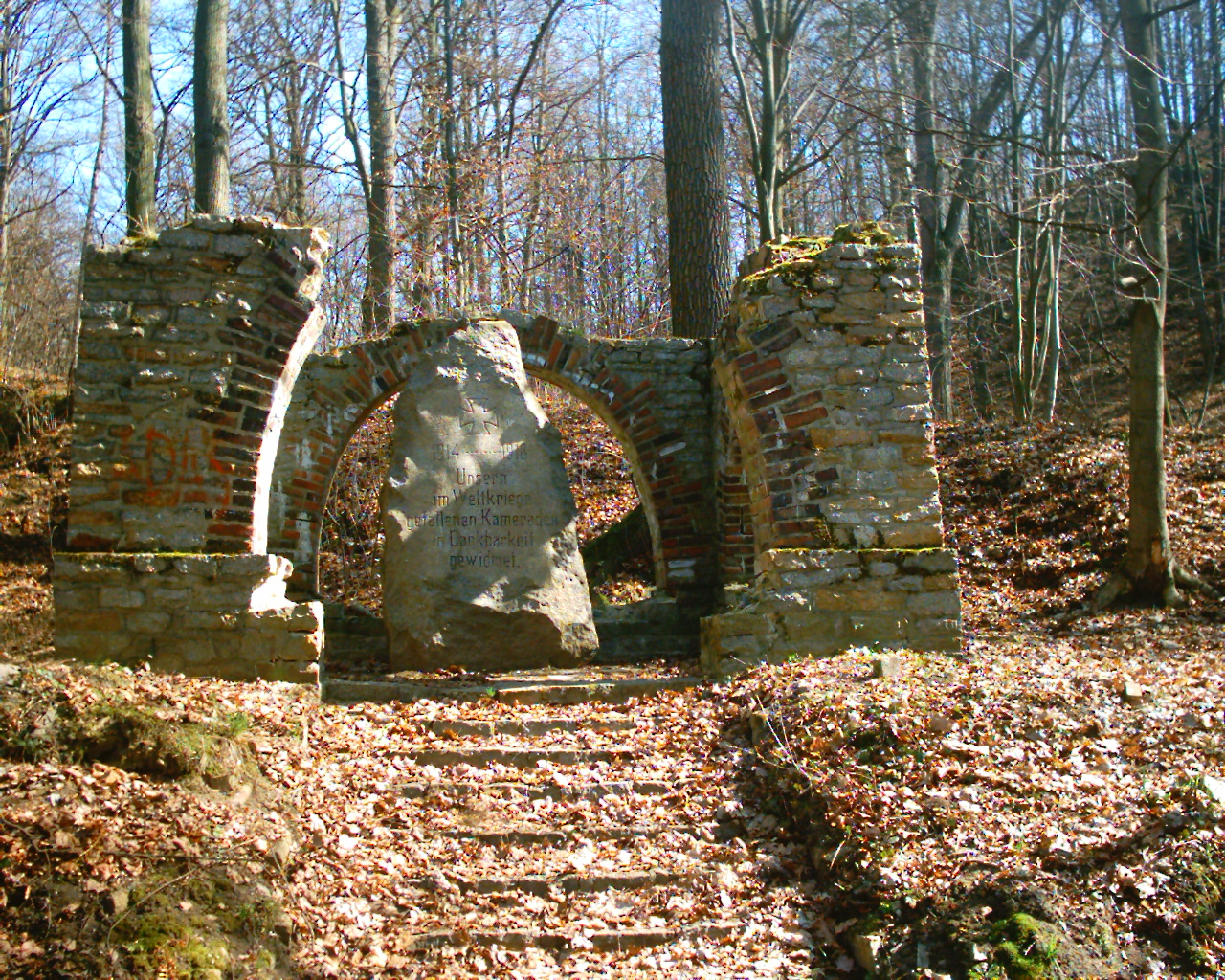
Denkmal für gefallene deutsche Soldaten des Ersten Weltkrieges

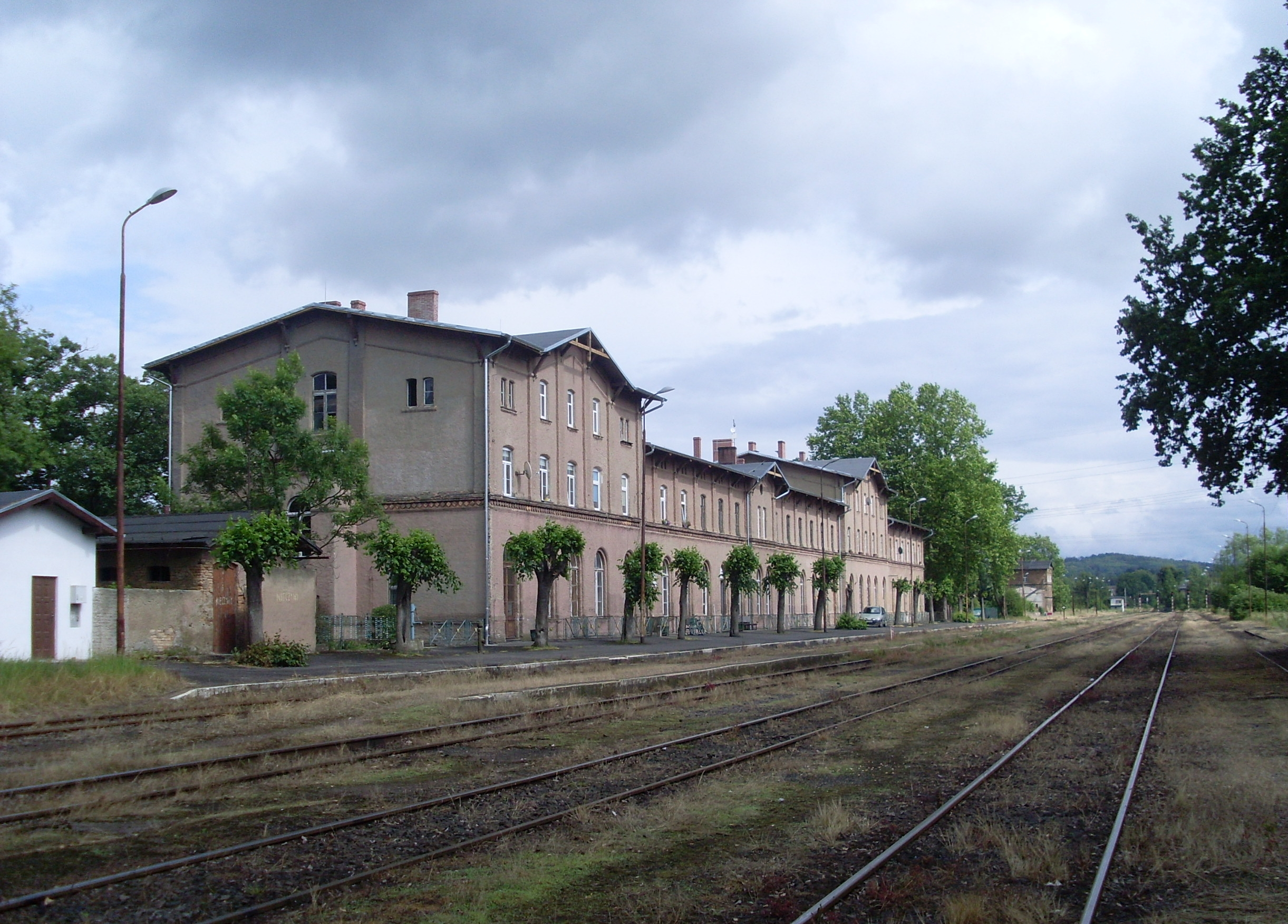
Bahnhof Zawidów

Durch die willkürliche Grenzziehung an der Lausitzer Neiße zwischen der sowjetischen Besatzungszone und dem von Polen beanspruchten Gebiet war die Stadt vom Eisenbahnnetz abgeschnitten, da zunächst kein direkter Anschluss an das polnische Eisenbahnnetz bestand. Lediglich über tschechoslowakisches Gebiet war zu dieser Zeit Eisenbahnverkehr im privilegierten Durchgangsverkehr möglich. Am 3. Oktober 1948 erhielt der Ort mit der polnischen Bahnstrecke Mikułowa–Bogatynia wieder einen direkten innerstaatlichen Eisenbahnanschluss. 
1957 erhielt der Ort den Status einer stadtartigen Siedlung und 1969 das Stadtrecht zurück.
Der Grenzübergang in das benachbarte Habartice (Ebersdorf) in der Tschechoslowakei wurde 1973 für den PKW-Verkehr wieder geöffnet. Nach dem Beitritt Polens und Tschechiens zum Schengener Abkommen im Dezember 2007 wurden die Kontrollstellen und Grenzsicherungsanlagen abgebaut. Zawidów bildet heute eine Stadtgemeinde mit einer Fläche von etwa 6 km², zu der keine weiteren Ortschaften gehören.
Die evangelische Kirche, die seit dem Krieg verfiel, wurde im Jahr 2001 instand gesetzt.

### Seidenberger Reformationsglocke
1957 erhielt das Geläut der Martin-Luther-Kirche in Ulm die im Krieg nicht mehr eingeschmolzene Glocke vom Turm der Seidenberger evangelischen Kirche. Aufgrund eines Risses gab die Martin-Luther-Kirchengemeinde in Ulm ihre „Seidenberger Glocke“ 1993 wieder ab. Die erfolgreich geschweißte und mit barocker Zier geschmückte Glocke hängt seit November 2004 im Glockenmuseum der Evangelischen Landeskirche Württemberg in Herrenberg. Dieses besondere, heute auch wieder voll funktionsfähige Museumsstück mit einem Durchmesser von 134 cm und einem Gewicht von 1268 Kilogramm war bereits im Jahre 1783 gegossen worden und trug den Namen „Reformationsglocke“. Damit ist sie eine typische Barockglocke mit sehr leichter Rippe und klingt dadurch eher obertönig. Sie ist inzwischen in Herrenberg täglich zum Abendgebet zu hören.

### Seidenberger Heimatstube
Diese befand sich bis 1994 in der Patenstadt Neustadt am Rübenberge und wurde 1997 der Stadt Görlitz vermacht.

## Einwohnerentwicklung
1825: 1053 Einwohner

1861: 1502

1905: 2707

1933: 2753

1939: 2648

1961: 3081

1970: 3378

2005: 4663

## Stadtgliederung
Zur Stadtgemeinde Zawidów gehören die Ortschaften Ostróżno (Ostrichen), Zawidów (Seidenberg) und Zawidów-Osiedle, früher Skiba (Scheiba).

## Persönlichkeiten
- Jakob Böhme (1575–1624), Mystiker und Philosoph, erlernte in Seidenberg das Schuhmacherhandwerk, sein Geburtshaus im Nachbarort Alt Seidenberg (Stary Zawidów) brannte infolge des Zweiten Weltkrieges ab
- Christian Gottlob Herzog (1789–1868), Pädagoge und Schulpolitiker
- Paul Ernst Emil Sintenis (1847–1907), Forschungsreisender und Botaniker
- Erich Albert Müller (1898–1977), Physiologe
- Herbert Uhlich (1899–1973), Theaterschauspieler
- Helmuth Speer (1921–1992), Politiker (LDPD), Abgeordneter der Länderkammer der DDR
- Alfred Aedtner (1925–2005), Kriminalist, Ermittler gegen Naziverbrechen
- Christoph Seydel (1670–1747), Bürgermeister von Radeberg, Entdecker des Augustusbades